# Заборская, Анна
Анна Заборская (словац. Anna Záborská, урождённая Нойвиртова́, Neuwirthová; род. 7 июня 1948, Цюрих) — словацкий политический деятель. Председатель (с 2019 года) правоцентристской партии «Христианская уния», живущий в Бойнице. С 2004 года она является депутатом Европейского парламента, членом фракции Европейской народной партии, крупнейшей из семи фракций Европейского парламента и связанной с Европейской народной партией.

## Биография
Родилась 7 июня 1948 года в швейцарском городе Цюрихе, где её отец Антон Нойвирт (Anton Neuwirth; 1921—2004) работал с профессором Паулем Каррером, лауреатом Нобелевской премии по химии 1937 года.
Её мать — Ева Адамкова (Eva Adamkova). Её родители поженились 10 июля 1947 года. Имеет младших сестру Катарину (Katarína; род. 1949), братьев Франтишека (František; род. 1951) и Антона (род. 1953).
В 1948 году семья вернулась в Словакию.
Антон Нойвирт учился у профессора Томислава Колаковича, который в 1943—1946 годах находился в Братиславе и в 1945 году посетил Москву с целью евангелизации России. После февральских событий в Чехословакии начались гонения на церковь, за решёткой оказались помощники Колаковича. 30 ноября 1953 года был арестован Антон Нойвирт. Он был освобождён 11 мая 1960 года.
С 1966 года до 1972 года она училась на медицинском факультете Университета имени Я. А. Коменского в Мартине.
Помимо родного словацкого владеет чешским, английским, французским, немецким, итальянским и русским языками.

## Семейное положение
10 июля 1972 года она вышла замуж за архитектора Владимира Заборского (Vladimír Záborský); от этого союза у них появились две дочери: Вероника (род. 1973, живёт в Риме) и Ева (род. 1976, живёт в Бойнице).

## Медицинская карьера
С 1972 года до 1998 года она работала врачом в Жилине, Беджая (Алжир), и Приевидзе.

## Политическая карьера
Её отец, доктор медицины Антон Нойвирт (1921—2004), был для неё вдохновлением в её решении заняться политической деятельностью. Её отец был активистом Католического Движения, политическим заключённым, членом Парламента, кандидатом в Президенты, почётным Президентом Христианско-Демократического Движения, и послом.
В Христианско-Демократическом Движении она являлась Вице-Президентом по международным отношениям (1999—2000). Она также являлась членом Словацкого Национального Парламента (1998—2004), где она в основном работала в Европейском Союзе (ЕС) — Словакия Совместной Парламентской Ассамблеи которая в 2004-м г. приготовила членство Словакии в ЕС.
В 2003 году она была назначена на пост наблюдателя в Европейском Парламенте (ЕП).
В 2004 году она была выбрана членом ЕП. В самом ЕП она была избрана в качестве члена ЕП Комитета по Правам Женщин и Половому Равенству (EP Committee on Women’s Rights and Gender Equality) (2004—2009). Во время этой законадательности она также работала в качестве члена ЕП Комитета по Развитию (EP Committee on Development) (2004—2009) и Совместной Парламентской Делегации Ассамблеи Африка Карибский Тихий Океан — ЕС (АКТ-ЕС, ECP-EU) (2004—2009).
В 2009 году она была переизбрана в качестве члена ЕП. После этих выборов, она осталась служить в качестве члена Комитета ЕП по Правам Женщин и Половому Равенству (2009—2014) и Комитета ЕП по Развитию (2009—2014); также стала членом Делегации ЕП по связям с Канадой (2009—2014) и Специального Комитета ЕП по Борьбе с Организованной Преступностью, Коррупцией и Отмыванием Денег (EP Special Committee on Organised Crime, Corruption, and Money Laundaring) (2012—2014).
В 2014 году она была переизбрана в качестве члена ЕП. После этих выборов, она осталась членом Комитета ЕП по Правам Женщин и Половому Равенству, Комитета ЕП по Развитию, и Совместной Парламентской Делегации Ассамблеи АКТ-ЕС; также стала членом Комитета ЕП по Промышленности, Исследованиям, и Энергетике (EP Committee on Industry, Research, and Energy).
Среди её других активностей в ЕП является её роль докладчика следующих ЕП отчётов: женщины и нищета в ЕС (A6-0273/2005, 22 сентябрь 2005), учёт половой проблематики во время работы комитетов (A6-0478/2006, 22 декабрь 2006), недопущение половой дискриминации и солидарность между поколениями (A6-0492/2008, 10 Декабрь 2008), учёт половой проблематики в работе её своих комитетов и делегаций (A6-0198/2009, 02 Апрель 2009).
В апреле 2010 года вместе с членом ЕП, Тициано Моти, она преподнесла ЕП письменную декларацию (P7_TA(2010)0247). Декларация запрашивала ЕС Совета Министеров и ЕС Совета расширить Директив 2006/24/EC что-бы дать возможность включению системы раннего оповещения по педофилии. В июне 2010 года этот текст был принят в качестве официального текста ЕП после того как он был подписан 371 от 732 депутатов ЕП.
Она очень сильный и влиятельный голос для про жизнь (pro-life). 24 января 2011 года она вступила в Марш за Жизнь (March for Life) который состоялся в Вашингтоне. 22 сентября 2013 года она была единственным политиком который был приглашён для выступления в Марш за Жизнь состоявшийся в Косице.
В сентябре 2014 года она предложила кандидатуру Луиса Рафаэля Сако I (Халдейский Католический Патриарх Вавилона) для ЕП Права Человека Приза Захарова.
На парламентских выборах 2023 года была 148-й в списке коалиции «ОЛНЛ и друзья», «Христианская уния» и «За людей» и была избрана депутатом Национального совета Словакии. На учредительном собрании 25 октября не стала принимать присягу и покинула зал.